# Grand Prix Monaka 1995
Grand Prix Monaka 1995 (LIII. Grand Prix Automobile de Monaco), pátý závod 46. ročníku mistrovství světa jezdců Formule 1 a 37. ročníku poháru konstruktérů, historicky již 569. grand prix, se uskutečnila na okruhu Circuit de Monaco.

## Výsledky

### Kvalifikace
| Pořadí | Číslo | Jezdec                   | Konstruktér        | 1. část   | 2. část  | Odstup |
| ------ | ----- | ------------------------ | ------------------ | --------- | -------- | ------ |
| 1      | 5     | Damon Hill               | Williams-Renault   | 1:24.659  | 1:21.952 |        |
| 2      | 1     | Michael Schumacher       | Benetton-Renault   | 1:24.146  | 1:22.742 | +0.790 |
| 3      | 6     | David Coulthard          | Williams-Renault   | 1:26.556  | 1:23.109 | +1.157 |
| 4      | 28    | Gerhard Berger           | Ferrari            | 1:24.509  | 1:23.220 | +1.268 |
| 5      | 27    | Jean Alesi               | Ferrari            | 1:23.754  | 1:24.023 | +1.802 |
| 6      | 8     | Mika Häkkinen            | McLaren-Mercedes   | 1:24.831  | 1:23.857 | +1.905 |
| 7      | 2     | Johnny Herbert           | Benetton-Renault   | 1:25.623  | 1:23.885 | +1.933 |
| 8      | 25    | Martin Brundle           | Ligier-Mugen-Honda | 1:26.457  | 1:24.447 | +2.495 |
| 9      | 15    | Eddie Irvine             | Jordan-Peugeot     | 1:26.447  | 1:24.857 | +2.905 |
| 10     | 7     | Mark Blundell            | McLaren-Mercedes   | 1:26.017  | 1:24.933 | +2.981 |
| 11     | 14    | Rubens Barrichello       | Jordan-Peugeot     | 1:26.787  | 1:25.081 | +3.129 |
| 12     | 26    | Olivier Panis            | Ligier-Mugen-Honda | 1:26.579  | 1:25.125 | +3.173 |
| 13     | 9     | Gianni Morbidelli        | Footwork-Hart      | 1:26.828  | 1:25.447 | +3.495 |
| 14     | 30    | Heinz-Harald Frentzen    | Sauber-Ford        | 1:25.661  | no time  | +3.709 |
| 15     | 3     | Ukjó Katajama            | Tyrrell-Yamaha     | 1:28.439  | 1:25.808 | +3.856 |
| 16     | 24    | Luca Badoer              | Minardi-Ford       | 1:27.615  | 1:25.969 | +4.017 |
| 17     | 4     | Mika Salo                | Tyrrell-Yamaha     | 1:28.123  | 1:26.473 | +4.521 |
| 18     | 23    | Pierluigi Martini        | Minardi-Ford       | 1:27.714  | 1:26.913 | +4.961 |
| 19     | 29    | Jean-Christophe Boullion | Sauber-Ford        | 1:30.014  | 1:27.145 | +5.193 |
| 20     | 11    | Domenico Schiattarella   | Simtek-Ford        | 1:29.439  | 1:28.337 | +6.385 |
| 21     | 16    | Bertrand Gachot          | Pacific-Ford       | 13:33.570 | 1:29.039 | +7.087 |
| 22     | 21    | Pedro Diniz              | Forti-Ford         | 1:34.963  | 1:29.244 | +7.292 |
| 23     | 12    | Jos Verstappen           | Simtek-Ford        | 1:29.391  | 1:30.015 | +7.439 |
| 24     | 22    | Roberto Moreno           | Forti-Ford         | 1:30.461  | 1:29.608 | +7.656 |
| 25     | 17    | Andrea Montermini        | Pacific-Ford       | 1:30.149  | no time  | +8.197 |
| 26     | 10    | Taki Inoue               | Footwork-Hart      | 1:31.542  | Bez času | +9.590 |

### Závod
| Pořadí | Číslo | Jezdec                   | Konstruktér        | Kola | Čas/odstoupení | Start | Body |
| ------ | ----- | ------------------------ | ------------------ | ---- | -------------- | ----- | ---- |
| 1      | 1     | Michael Schumacher       | Benetton-Renault   | 78   | 1:53:11.258    | 2     | 10   |
| 2      | 5     | Damon Hill               | Williams-Renault   | 78   | +34.817        | 1     | 6    |
| 3      | 28    | Gerhard Berger           | Ferrari            | 78   | +1:11.447      | 4     | 4    |
| 4      | 2     | Johnny Herbert           | Benetton-Renault   | 77   | +1 Lap         | 7     | 3    |
| 5      | 7     | Mark Blundell            | McLaren-Mercedes   | 77   | +1 kolo        | 10    | 2    |
| 6      | 30    | Heinz-Harald Frentzen    | Sauber-Ford        | 76   | +2 kola        | 14    | 1    |
| 7      | 23    | Pierluigi Martini        | Minardi-Ford       | 76   | +2 kola        | 18    |      |
| 8      | 29    | Jean-Christophe Boullion | Sauber-Ford        | 74   | Vyjetí z trati | 19    |      |
| 9      | 9     | Gianni Morbidelli        | Footwork-Hart      | 74   | +4 kola        | 13    |      |
| 10     | 21    | Pedro Diniz              | Forti-Ford         | 72   | +6 kol         | 22    |      |
| Ret    | 24    | Luca Badoer              | Minardi-Ford       | 68   | Zavěšení       | 16    |      |
| Ret    | 26    | Olivier Panis            | Ligier-Mugen-Honda | 65   | Vyjetí z trati | 12    |      |
| Ret    | 4     | Mika Salo                | Tyrrell-Yamaha     | 63   | Převodovka     | 17    |      |
| Ret    | 14    | Rubens Barrichello       | Jordan-Peugeot     | 60   | Plynový pedál  | 11    |      |
| Ret    | 16    | Bertrand Gachot          | Pacific-Ford       | 42   | Převodovka     | 21    |      |
| Ret    | 27    | Jean Alesi               | Ferrari            | 41   | Vyjetí z trati | 5     |      |
| Ret    | 25    | Martin Brundle           | Ligier-Mugen-Honda | 40   | Vyjetí z trati | 8     |      |
| Ret    | 10    | Taki Inoue               | Footwork-Hart      | 27   | Převodovka     | 26    |      |
| Ret    | 3     | Ukjó Katajama            | Tyrrell-Yamaha     | 26   | Vyjetí z trati | 15    |      |
| DSQ    | 17    | Andrea Montermini        | Pacific-Ford       | 23   | Diskvalifikace | 25    |      |
| Ret    | 15    | Eddie Irvine             | Jordan-Peugeot     | 22   | Vyjetí z tratě | 9     |      |
| Ret    | 6     | David Coulthard          | Williams-Renault   | 16   | Převodovka     | 3     |      |
| Ret    | 22    | Roberto Moreno           | Forti-Ford         | 9    | Brzdy          | 24    |      |
| Ret    | 8     | Mika Häkkinen            | McLaren-Mercedes   | 8    | Motor          | 6     |      |
| DNS    | 12    | Jos Verstappen           | Simtek-Ford        | 0    | Převodovka     | 23    |      |
| DNS    | 11    | Domenico Schiattarella   | Simtek-Ford        | 0    | Poškození vozu | 20    |      |

## Průběžné pořadí šampionátu
Pohár jezdců
| Pořadí | Jezdec             | Body |
| ------ | ------------------ | ---- |
| 1      | Michael Schumacher | 34   |
| 2      | Damon Hill         | 29   |
| 3      | Gerhard Berger     | 17   |
| 4      | Jean Alesi         | 14   |
| 5      | Johnny Herbert     | 12   |

Pohár konstruktérů
| Pořadí | Konstruktér      | Body |
| ------ | ---------------- | ---- |
| 1      | Benetton-Renault | 36   |
| 2      | Williams-Renault | 32   |
| 3      | Ferrari          | 31   |
| 4      | McLaren-Mercedes | 8    |
| 5      | Sauber-Ford      | 4    |